# لوئیس کرسنسیو ساندوال
لوئیس کرسنسیو ساندوال (انگلیسی: Luis Cresencio Sandoval؛ زادهٔ ۷ فوریهٔ ۱۹۶۰) فرمانده نظامی و سیاست‌مدار اهل مکزیک است، که هم‌اکنون به‌عنوان وزیر دفاع مکزیک فعالیت می‌کند.